# Basil Hume
George Basil Hume (Newcastle upon Tyne, 2 marzo 1923 – Londra, 17 giugno 1999) è stato un cardinale e arcivescovo cattolico britannico, arcivescovo di Westminster  dal 1976 al 1999 e presidente della Conferenza episcopale cattolica dell'Inghilterra e del Galles dal 1979 al 1999.

## Biografia
George Haliburton Hume nasce a Newcastle upon Tyne nel 1923, da padre dottore e madre francese cattolica. Ha avuto tre sorelle ed un fratello.
A sedici anni considerò l'ingresso nell'Ordine dei frati predicatori, ma nel settembre 1941 preferì entrare nei benedettini come novizio nell'abbazia di Ampleforth, della Congregazione d'Inghilterra, scegliendo come nome quello di Basil.
Studiò ad Oxford ed all'Università di Friburgo in Svizzera, venendo ordinato sacerdote nel 1950. Ritornato ad Ampleforth per insegnarvi lingue moderne, ne divenne abate nel 1963, carica che mantenne fino all'elezione ad arcivescovo.
Nel 1976 papa Paolo VI lo scelse come arcivescovo di Westminster, nonostante la mancanza di esperienza pastorale in diocesi. Fu ordinato vescovo nella cattedrale di Westminster il 25 marzo 1976.
Appena due mesi dopo, il 24 maggio 1976, papa Paolo VI lo eleva al cardinalato col titolo di San Silvestro in Capite.
L'arcivescovo di Westminster è talvolta erroneamente indicato come primate dell'Inghilterra e del Galles, titolo che in realtà spetta all'arcivescovo (anglicano) di York per la sola Inghilterra, mentre all'arcivescovo (anglicano) di Canterbury spetta il titolo di "primate di tutta l'Inghilterra" (l'ultima volta che c'è stato un primate inglese è stato perciò prima della Riforma).

## Rapporti con la società inglese
Al cardinale Hume è generalmente attribuito il merito di aver migliorato consistentemente per la prima volta in oltre 400 anni i rapporti tra il cattolicesimo romano e la società inglese, poiché di provenienza britannica e pertanto visto come più leale e vicino di qualsiasi altro ecclesiastico di estrazione irlandese. Ciò è dovuto a eventi storici come la preghiera ad Enniskillen nell'Irlanda del Nord in memoria degli undici protestanti uccisi da una bomba dell'IRA un anno prima, e la visita della regina Elisabetta II alla cattedrale di Westminster nel 1995.
Nel 1998, per sopraggiunti limiti di età, Hume chiede a papa Giovanni Paolo II di ritirarsi ad Ampleforth per vivere i suoi ultimi giorni nella pace e nella solitudine del monastero benedettino, ma la richiesta non viene accolta e Hume resta in carica come arcivescovo. Ad aprile 1999 gli viene diagnosticato un tumore maligno all'addome, incurabile.
Il 2 giugno 1999 la regina Elisabetta lo onora con l'Order of Merit. Hume morirà appena due settimane più tardi, e il suo funerale sarà trasmesso in diretta TV. È sepolto nella Cattedrale di Westminster.

## Preferenze e popolarità
Il cardinale Hume amava la pesca e il calcio (tifoso del Newcastle Utd).
Durante il suo arcivescovato è stato sempre una delle figure più popolari nei sondaggi di opinione.

## Genealogia episcopale e successione apostolica
La genealogia episcopale è:
- Cardinale Scipione Rebiba
- Cardinale Giulio Antonio Santori
- Cardinale Girolamo Bernerio, O.P.
- Arcivescovo Galeazzo Sanvitale
- Cardinale Ludovico Ludovisi
- Cardinale Luigi Caetani
- Cardinale Ulderico Carpegna

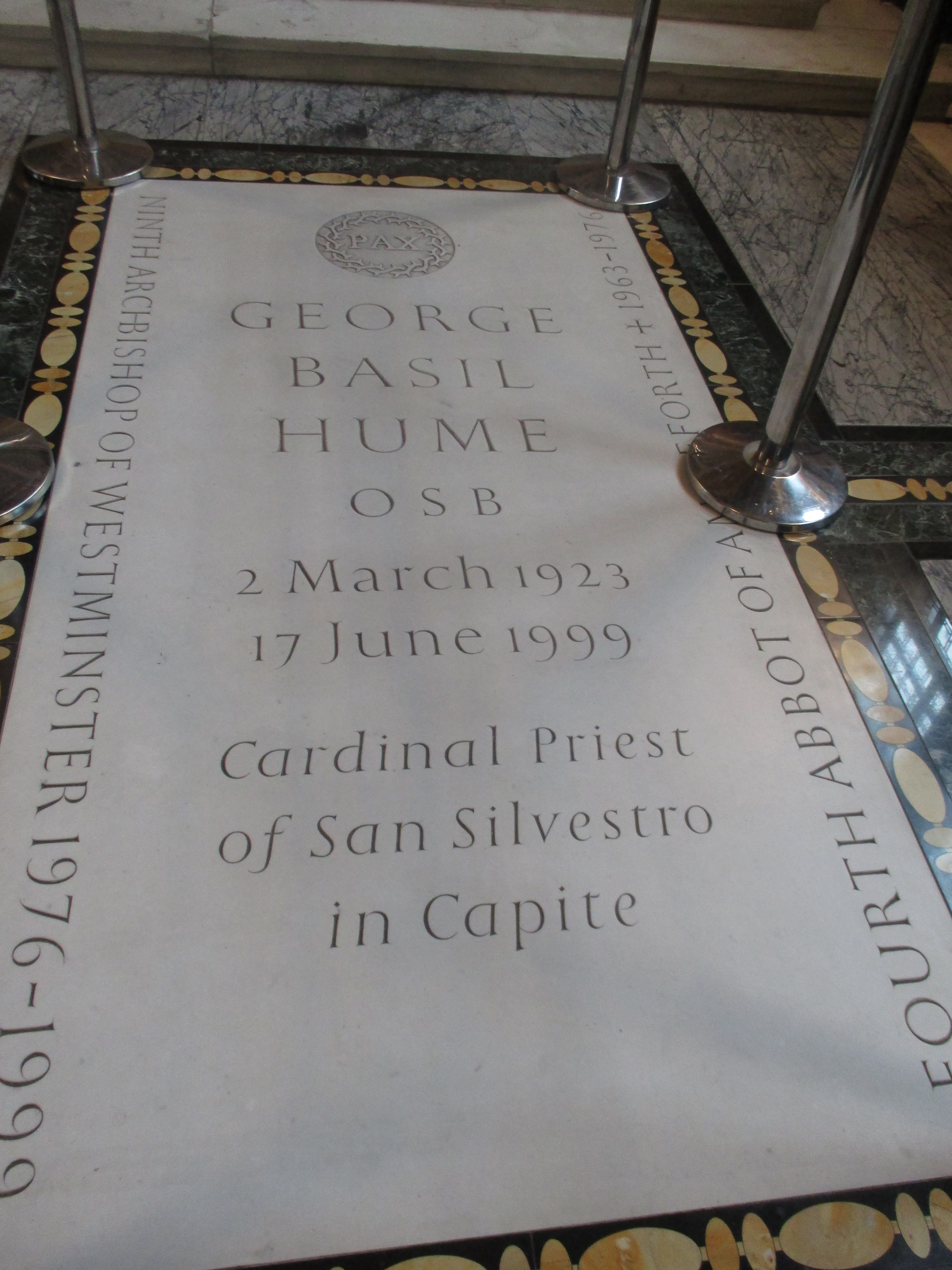
Tomba del cardinale Hume

- Cardinale Paluzzo Paluzzi Altieri degli Albertoni
- Papa Benedetto XIII
- Papa Benedetto XIV
- Papa Clemente XIII
- Cardinale Marcantonio Colonna
- Cardinale Hyacinthe Sigismond Gerdil
- Cardinale Giulio Maria della Somaglia
- Cardinale Carlo Odescalchi, S.I.
- Cardinale Costantino Patrizi Naro
- Cardinale Serafino Vannutelli
- Cardinale Domenico Serafini, Cong.Subl. O.S.B.
- Cardinale Pietro Fumasoni Biondi
- Arcivescovo Filippo Bernardini
- Vescovo Franziskus von Streng
- Arcivescovo Bruno Bernard Heim
- Cardinale Basil Hume, O.S.B.

La successione apostolica è:
- Vescovo Philip James Benedict Harvey (1977)
- Vescovo David Every Konstant (1977)
- Vescovo James Joseph O'Brien (1977)
- Vescovo Thomas McMahon (1980)
- Vescovo Francis Gerard Thomas (1982)
- Vescovo John Patrick Crowley (1986)
- Cardinale Vincent Gerard Nichols (1992)
- Vescovo Patrick O'Donoghue (1993)
- Arcivescovo Peter David Gregory Smith (1995)
- Vescovo Charles Caruana (1998)